# Faimalaga Luka

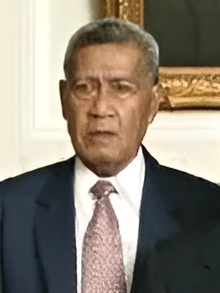
Faimalaga Luka

Faimalaga Luka (?? 1940-19 augustus 2005) was een politicus van de Pacifische eilandenstaat Tuvalu. Hij was van 24 februari tot 14 december 2001 minister-president en van 9 september 2003 tot 15 april 2005 Gouverneur-Generaal van Tuvalu.
Toaripi Lauti · Tomasi Puapua · Bikenibeu Paeniu · Kamuta Latasi · Ionatana Ionatana · Lagitupu Tuilimu · Faimalaga Luka · Koloa Talake · Saufatu Sopoanga · Maatia Toafa · Apisai Ielemia · Maatia Toafa · Willy Telavi · Enele Sopoaga · Kausea Natano · Feleti Teo